# IBM 1620

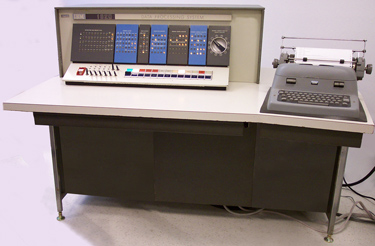
IBM 1620 Modelo I

El IBM 1620 fue anunciado por  IBM el 21 de octubre de 1959, y se comercializó como un "equipo científico económico", muy usado en universidades y centros de formación, dentro de la línea de equipos económicos como el ordenador para uso empresarial IBM 1401. Fue alquilado por 3.000 dólares mensuales inicialmente, aunque luego su precio bajó a menos de 1620 dólares mensuales. Se dejó de fabricar el 19 de noviembre de 1970, tras haberse producido de alrededor de dos mil máquinas. Versiones modificadas del 1620 fueron utilizados como CPU del Sistema Industrial de Control de Procesos IBM 1710 (fue la primera computadora digital considerada lo suficientemente confiable para la computación en tiempo real, y así poder ser utilizada como controlador de procesos para equipos industriales) y su variante el IBM 1720.

## Características Generales
Usaba palabra de longitud decimal, en lugar de la longitud binaria, lo que la hizo especialmente atractiva para aprender sobre computación, y cientos de miles de estudiantes tuvieron sus primeras experiencias con este equipo. El ciclo del núcleo de memoria duraba 20 micro segundos para el  Modelo I, 10 microsegundos para el  Modelo II (alrededor de 1000 veces más lenta que la memoria del ordenador típico principal en 2006).  
El 1620 no disponía de circuitos aritméticos, usaba una tabla en memoria para sumar/restar y otra para multiplicar, y mediante hardaware adicional dividía por restas sucesiva, su nombre de desarrollo era CADET, acrónimo de "Computer with ADvanced Economic Technology“ (Ordenador con Tecnología Económica Avanzada), pero en los países anglosajones se usó como acrónimo de «Cannot Add, Doesn't Even Try !» (¡No puede sumar, ni siquiera lo intenta!). En el modelo II se añadió circuitos para sumar/restar, pero manteniendo la tabla para las multiplicaciones. 
Además del código máquina, disponía de un compilador de FORTRAN y de un pequeño intérprete del mismo usado en depuración. 

## Usos
Fue expuesto en París a finales de la década de 1960, en el Palais de la Découverte, donde efectuaba exhibiciones como el cálculo del factorial. 
Se sabe que el IBM 1620 fue utilizado para el cálculo de estructuras durante la construcción del World Trade Center.
La primera extrapolación para televisión sobre las elecciones en Alemania Federal de 1965, fueron desarrolladas por el Instituto de Ciencias Sociales Aplicadas, usando un IBM 1620.
En la película de ficción Colossus: el proyecto Forbin (en España fue Colossus: El proyecto prohibido) de 1970, se usaron varias consolas del 1620.
Jacques-Yves Cousteau usó un IBM 1620 en el Instituto de Mónaco para cálculos y análisis de datos dentro del proyecto Conshelf (Continental Shelf Station, Estación Plataforma Continental), para la creación de hábitats submarinos presentados en su documental de 1964 "El mundo sin Sol". El ordenador aparece en el documental de Cousteau "Tres semanas en la ciudad bajo el agua", corto de 1966.